# Граноче, Пабло
Па́бло Мариа́но Грано́че Лоу́ро (исп. Pablo Mariano Granoche Louro; 5 сентября 1983, Монтевидео) — уругвайский футболист, нападающий клуба «Вигасио».

## Карьера
Пабло Граноче начал свою карьеру в клубе «Такуарембо». Оттуда он перешёл в «Ривер Плейт» из Монтевидео выступив в 9 играх Клаусуры 2000/01. В следующем своём клубе Граноче совершил карьерный «прорыв»: он забил 38 голов в 56 играх. Это было замечено в Мексике, и в 2005 году Пабло стал игроком «Толуки». Там игрок провёл лишь 13 игр и забил 2 гола, после чего был арендован «Веракрусом», за который отличился лишь единожды. Затем Граноче выступал за клуб «Дельфинес» из Коацакоалькоса, там он провёл 27 игр и забил 23 гола.
Летом 2007 года Граноче был куплен итальянской «Триестиной» за 1 млн евро. 25 августа 2007 года он дебютировал в клубе в матче с «Мессиной» (1:1). В своём первой сезоне в Триесте Пабло забил 24 гола в 38 матчах, один из которых, 20 апреля 2008 года, стал 1000-м голом «Триестины» в розыгрышах серии В. 21 августа 2008 год половина прав на Граноче была куплена клубом «Кьево», но сам игрок оставлен в «Триестине» ещё на год. Там он провёл 20 игр и забил 5 голов.
23 августа 2009 года Граноче дебютировал в составе «Кьево» в матче с «Ювентусом» (0:1). Первый гол за клуб уругваец забил, поразив ворота «Фиорентины» в Кубке Италии. В январе нападающий в столкновении с Фабио Каннаваро и Зденеком Грыгерой умудрился обоим игрокам соперника сломать носы. По окончании первого сезона, где он провёл 33 игры и забил 3 гола, «Кьево» полностью выкупил трансфер форварда. Тем же летом им интересовались «Наполи» и «Гроссето», но игрок остался в команде. 30 ноября 2010 года Пабло забил два гола в матче Кубка Италии с «Новарой».